# 現代無政府主義
現代無政府主義（げんだいむせいふしゅぎ、Contemporary anarchism）とは無政府主義の歴史において、第二次世界大戦の終幕から現在までの期間の無政府主義運動のことを指す。20世紀の最後の三分の一にあたる1966年頃から、無政府主義者は反グローバリーゼション運動、平和運動、スコッター運動、学生運動などに関与してきた。1900年代までは、無政府主義者達はマフノフシチナや無政府主義カタルーニャなどを生み出した武装革命に参加し、IWA-AITや世界産業労働組合といった無政府主義の政治組織もその頃までは存続していた。現代の無政府主義でも、古典的な無政府主義の反資本主義的な要素は未だ顕著にみられる。
無政府主義の原則は現代の左派の急進的な社会運動の下支えとなっている。反グローバリゼーション運動が勢いづくにつれて、無政府主義運動への関心が増していった。反グローバリゼーション運動の主要な活動家のネットワークは方向性において無政府主義的なものであった。そういった運動が21世紀の無政府主義を形作るにつれて、無政府主義原則のより広範な受容が無政府主義への関心のリバイバルの前兆となった。様々な無政府主義の組織や、思想の潮流や学派が今日でも存在するために、現代の無政府主義運動を記述することは困難なものになっている。理論家や活動家は「無政府主義原則の比較的安定した型」を確立してきたが、どの原則が中心的であるかについて合意は存在せず、評論家達は単数的な無政府主義ではなく「複数的な無政府主義」について記述してきた。「複数的な無政府主義」の中では無政府主義の学派間で共通原則が共有されている一方で、どの原則を優先させるかはそれぞれ異なっている。ジェンダー平等が共通原則と成り得るが、それは無政府共産主義者よりも、アナルカ＝フェミニストにとって高い優先順位を持っている。

現代無政府主義の中で台頭した新潮流には、ポスト無政府主義とポスト左翼無政府主義が含まれる。新無政府主義という用語は、無政府主義思想と実践の最も最近の再発明を記述するために複数人の著作家によって顕著に用いられてきた。1960年代と1970年代の新しい無政府主義や、マレイ・ブクチン、アレックス・コンフォート、ポール・グッドマン、ハーバート・リード、コリン・ウォードなどの著作に基づくアングロ系アメリカ人の作品と今日の新無政府主義が異なるのは、グローバル的視点を強調する点である。デヴィッド・グレーバーの『新たな無政府主義者達』やアンドレイ・グルバチッチの『もう一つの無政府主義の方へ』などを始めとする新無政府主義に関するエッセイでは、この用語はあまりにも曖昧であると批判されている。
無政府主義者は一般にあらゆる形態、すなわち「中央集権的かつヒエラルキー的な政府形態(例えば、君主制、代表制民主主義、国家社会主義など)、経済的な階級システム(例えば、資本主義、ボリシェヴィズム、封建主義、奴隷制など)、専制的な宗教(例えば、イスラム原理主義、ローマ・カトリック主義など)、家父長制、異性愛主義、白人至上主義、帝国主義」といった形態をとる強制力を持つ権威に対して反対している。無政府主義の学派はこれらの形態に反対する方法について意見を一致させていない。「平等な自由」の原則は、自由主義と社会主義の両者の伝統を超越するという意味で、無政府主義の倫理観に近い。これは自由と平等は国家の中では同時に実施することができず、支配や階級のあらゆる形態に対する疑問視が結果として導かれるということを伴うものであるためである。ブラック・ブロックのデモを強調する現代のニュース報道は無政府主義の混沌や暴力との歴史的な連合感を強化してきた。しかし、現代の無政府主義がアカデミックな理論よりも直接行動を好むにもかかわらず、報道による宣伝がより多くの学派を無政府主義運動に関与させるという事態も引き起こしている。

## 潮流

### 新無政府主義
デヴィッド・グレーバーやアンドレイ・グルバチッチといった無政府主義者であることを公言する学者が、現代の個人主義的な無政府主義や共同的な無政府主義の双方に含まれる潮流を記述してきた。記述すると共に、彼らは「グローバルな革命的運動」が無政府主義のルーツをマルクス主義への反対として見出している点を強調している。また、新世代の無政府主義が「イデオロギーの細部について議論するよりも、実践の新たな形態を発展させることに大きな関心を向けている」という点についても強調している。グレーバーは「新たな無政府主義者達」というフレーズを用いて、グローバリゼーション、「市民的不服従の『新たな言語』」、直接民主主義、予示的政治といった観点から無政府主義の実践について詳述している。グルバチッチは「もう一つの無政府主義」というフレーズを用いて、その歴史的起源の観点から現代の無政府主義を位置づけ、その「反セクト主義的」本質、前衛主義の拒絶、国際主義、分散性、直接民主主義を強調した。政治科学者のレナード・ウィリアムズは、「新無政府主義」というフレーズを用いて、現代無政府主義の「無政府主義的形而上学」を探し出し、その反権威主義、多元主義、「実践の理論」を強調した。Teoman Geeは「グレーバーのNew Left Reviewの記事『新たな無政府主義者達』でのこの用語(新無政府主義)の使用を特に指示しているわけでは無い」と「新無政府主義」という語の使用を規定する一方で、反歴史的でポレミックあるいは、表面的な暮らしのアナキズムと結びつく無政府主義の実践とこのフレーズを連合させることを批判している。

### ポスト無政府主義
ポスト無政府主義は、古典的無政府主義の改訂であり、時として、ジャン・ボードリヤール、ジル・ドゥルーズといったポスト構造主義者や、精神分析家のジャック・ラカンの影響を受けている。ポスト無政府主義という用語は議論があるものであり、ポストという接頭辞はポスト構造主義とポストモダニズムの両方か、あるいはどちらか一方のことを指示しているが、そもそもポスト構造主義やポストモダニズムという名称自体が賛否両論のものである。多くのポスト無政府主義理論家、例えばJason Adams、Todd May、Saul Newmanがポスト構造主義の著作物を援用している。ポスト無政府主義のポストモダンの側面は普遍的価値や大きな物語を拒否し、多元主義や雑種性を支持する側面である。
哲学者のBenjamin Franksはポスト無政府主義を以下の三タイプに分類した。
1. リオタール主義的ポスト無政府主義。古典的無政府主義の革命的戦術をポスト構造主義の戦術に置き換えることを提案する。
2. 償却的ポスト無政府主義。ポスト構造主義理論を既存の無政府主義実践に統合する。
3. ポストモダン無政府主義。無政府主義的アプローチを20世紀後半のグローバル化した抑圧に適用する[26]。

ポスト無政府主義の批判者達は、それが階級闘争や経済的搾取の原則を無視しており、政治的行動を引き起こさないと主張している。Duane RousselleとSaul Newmanは、ジャック・ラカンの著作に触発された、精神分析的ポスト無政府主義を発展させた。Rousselleの作品はジャック・ラカンと、スラヴォイ・ジジェクを始めとする新ラカン派の思想を結び付け、「enjoyment(より一般的な意味で享楽)」か「jouissance(50年代～60年代ラカン的な享楽)」かという政治的難問を真剣に受け止めるという独特のアプローチを概説している。

### ポスト左翼主義的アナーキー
ポスト左翼主義的アナーキーは、無政府主義と、階級闘争や社会革命、労働組合、労働者階級、アイデンティティ政治といったものを強調する伝統的な左翼政治の関係性について批判を促進する近年の潮流である。反権威主義的なポストモダン哲学に影響を受けたポスト左翼主義者は、啓蒙思想に由来する合理主義や近代性や、ジェンダーといった脱構築的なトピックを拒絶する。武装反乱を主張するのは少数派であり、多くの支持者は、ユートピア的な理想のために戦うよりも、現在の社会内で自由に行動できる空間やアフィニティ・グループを創造することを支持する。アメリカでは、レコードレーベルのCrimethInc.や雑誌の Anarchy: A Journal of Desire ArmedやGreen Anarchyがポスト左翼主義と結びつけられており、その多くが原始主義者である。CrimethInc.はシチュアシオニズムやアナルコ＝パンク、グリーン・アナーキーの影響を受けており、DIYの素朴な実践を日常に適用することを支持し、労働の拒否や、性規範やストレート・エッジなライフスタイルからの逃走を擁護している。

## 関連ページ
- ウォール街を占拠せよ
- アナキズム

## 参照
1. ↑  Jun, Nathan (September 2009). “Anarchist Philosophy and Working Class Struggle: A Brief History and Commentary”. WorkingUSA 12 (3):  505–519. doi:10.1111/j.1743-4580.2009.00251.x. ISSN 1089-7011.
2. ↑  Williams, Dana M. (2018). “Contemporary Anarchist and Anarchistic Movements”. Sociology Compass (Wiley) 12 (6):  4. doi:10.1111/soc4.12582. ISSN 1751-9020.
3. ↑  Evren, Süreyyya (2011). “How New Anarchism Changed the World (of Opposition) after Seattle and Gave Birth to Post-Anarchism”. Post-Anarchism: A Reader. London: Pluto Press. pp. 1. ISBN 978-0-7453-3086-0
4. ↑  Evren, Süreyyya (2011). “How New Anarchism Changed the World (of Opposition) after Seattle and Gave Birth to Post-Anarchism”. Post-Anarchism: A Reader. London: Pluto Press. pp. 2. ISBN 978-0-7453-3086-0
5. ↑  Evren, Süreyyya (2011). “How New Anarchism Changed the World (of Opposition) after Seattle and Gave Birth to Post-Anarchism”. Post-Anarchism: A Reader. London: Pluto Press. pp. 2. ISBN 978-0-7453-3086-0
6. ↑  Franks, Benjamin (August 2013). “Anarchism”. The Oxford Handbook of Political Ideologies. Oxford: Oxford University Press. pp. 385–386. doi:10.1093/oxfordhb/9780199585977.013.0001
7. ↑  Franks, Benjamin (August 2013). “Anarchism”. The Oxford Handbook of Political Ideologies. Oxford: Oxford University Press. pp. 386. doi:10.1093/oxfordhb/9780199585977.013.0001
8. ↑  Graeber, David (2004). “New Anarchists”. In Mertes, Tom. A Movement of Movements: Is Another World Really Possible? (1st ed.). London: Verso Books. ISBN 9781859844687
9. ↑  Williams, Leonard (31 August 2006). "The New Anarchists" (Paper). Philadelphia: American Political Science Association. Retrieved 24 September 2020 – via the All Academic website.
10. ↑  Grubačić, Andrej (2007). “Towards Another Anarchism”. World Social Forum: Challenging Empires (revised 2nd ed.). Montreal: Black Rose Books. ISBN 9781551643090
11. ↑  Graeber, David; Grubačić, Andrej (6 January 2004). “Anarchism, Or The Revolutionary Movement Of The Twenty-first Century”. ZNet.  オリジナルの17 March 2008時点におけるアーカイブ。 2020年9月24日閲覧。.. Republished as PDF at Punks in Science. Archived 23 July 2011 at the Wayback Machine..
12. ↑  Gee, Teoman (2003年). “'New Anarchism': Some Thoughts”. Alpine Anarchist Productions. 2020年9月24日閲覧。
13. ↑  Jun, Nathan (September 2009). “Anarchist Philosophy and Working Class Struggle: A Brief History and Commentary”. WorkingUSA 12 (3):  507–508. doi:10.1111/j.1743-4580.2009.00251.x. ISSN 1089-7011.
14. ↑  Jun, Nathan (September 2009). “Anarchist Philosophy and Working Class Struggle: A Brief History and Commentary”. WorkingUSA 12 (3):  507. doi:10.1111/j.1743-4580.2009.00251.x. ISSN 1089-7011.
15. ↑  Egoumenides, Magda (2014). Philosophical Anarchism and Political Obligation. New York: Bloomsbury Publishing USA. pp. 91. ISBN 9781441124456
16. ↑  Evren, Süreyyya (2011). “How New Anarchism Changed the World (of Opposition) after Seattle and Gave Birth to Post-Anarchism”. Post-Anarchism: A Reader. London: Pluto Press. pp. 1. ISBN 978-0-7453-3086-0
17. ↑  Williams, Leonard (2010). “Hakim Bey and Ontological Anarchism”. Journal for the Study of Radicalism (East Lansing: Michigan State University Press) 4 (2):  110. doi:10.1353/jsr.2010.0009. JSTOR 41887660.
18. ↑  Graeber, David; Grubačić, Andrej (6 January 2004). “Anarchism, Or The Revolutionary Movement Of The Twenty-first Century”. ZNet.  オリジナルの17 March 2008時点におけるアーカイブ。 2020年9月24日閲覧。.. Republished as PDF at Punks in Science. Archived 23 July 2011 at the Wayback Machine..
19. ↑  Graeber, David (2004). “New Anarchists”. In Mertes, Tom. A Movement of Movements: Is Another World Really Possible? (1st ed.). London: Verso Books. ISBN 9781859844687
20. ↑  Grubačić, Andrej (2007). “Towards Another Anarchism”. World Social Forum: Challenging Empires (revised 2nd ed.). Montreal: Black Rose Books. ISBN 9781551643090
21. ↑  “Leonard Williams”.  Manchester University. 2021年8月11日閲覧。
22. ↑  Gee, Teoman (2003年). “'New Anarchism': Some Thoughts”. Alpine Anarchist Productions. 2020年9月24日閲覧。
23. ↑  Kinna, Ruth (2010). “Anarchy”. In Bevir, Mark. Encyclopedia of Political Theory. Thousand Oaks: SAGE Publications. pp. 37–39. ISBN 9781506332727 2020年9月24日閲覧。
24. ↑  Franks 2007, p. 129.
25. ↑  Franks 2007, p. 130.
26. ↑  Franks 2007, pp. 131–132.
27. ↑  Rousselle, Duane (2023). Post-anarchism and Psychoanalysis: Seminars on Politics and Society. Independently Published. ISBN 9798377450665
28. ↑  Marshall, Peter (1992). “Post-left Anarchy”. Demanding the Impossible: A History of Anarchism. London: HarperCollins. pp. 679–680. ISBN 978-0-00-217855-6

## 関連書籍
- The Individualist Anarchism of Early Interwar Germany (2018). Constantin Parvulescu. Babeş-Bolyai University, Department of Cinematography and Media, Doctor of Philosophy